# Zorza (pismo)
Zorza (ros. „Заря”) – pismo Rosyjskiej Armii Wyzwoleńczej podczas II wojny światowej
Od grudnia 1942 r. w Berlinie wydawano tygodnik przeznaczony dla jeńców wojennych-czerwonoarmistów osadzonych w niemieckich obozach jenieckich pt. „Zawołanie”. Wydawała go organizacja Vineta i oddział Fremde Heere Ost OKH. Na pocz. 1943 r. gazeta została przemianowana na „Zorza”, a jej redakcja przeniesiona do nowo utworzonej szkoły propagandystów ROA w Dabendorfie pod Berlinem. Dotychczasowi redaktorzy i dziennikarze weszli w skład połączonej redakcji, która obsługiwała pisma „Zorza”, „Ochotnik” i „Szlak bojowy”. Na jej czele stał b. wojskowy Armii Czerwonej gen. Iwan A. Błagowieszczeński. Funkcję redaktora naczelnego „Zorzy” pełnił do czerwca 1943 r. gen. I. A. Błagowieszczeński, a jego zastępcy mjr P. Fiodorow. Kolejnym redaktorem był kpt. Mieletij A. Zykow. Jego zastępcą był N. W. Kowalczuk. Współpracownikami byli m.in. W. M. Charczow, ppor. A. J. Serostanow, por. Rożanowski, Michaił W. Samygin (Kitajew). Nakład gazety wynosił 100–120 tys. egzemplarzy. Wychodziła 2 razy w tygodniu. 3 marca 1943 r. opublikowano w niej artykuł dowódcy Rosyjskiej Armii Wyzwoleńczej gen. Andrieja A. Własowa pt. „Poczemu ja wstupił na put' bor'by s bolszewizmom”, w którym objaśniał swoje powody podjęcia współpracy z Niemcami przeciwko reżimowi stalinowskiemu. W numerach z 28 marca i 4 kwietnia 1943 r. przedstawiono stopnie wojskowe i kroje mundurów ROA. W jednym z ostatnich numerów z końca 1944 r. została opublikowana pieśń ROA pt. „My idiom...”.